# De szeretnék hajnalcsillag lenni
A De szeretnék hajnalcsillag lenni kezdetű új stílusú magyar népdalt Péczely Attila gyűjtötte Hódmezővásárhelyen.

## Kotta és dallam
| Sarkon van egy özvegyasszony háza. Abba van a lánya vetett ágya; Benne van a selyem ágytakaró. Ez a kislány de kedvemre való! | Szánom, bánom, amit cselekedtem, Hogy tevéled szerelembe estem; Szerelembe nem estem, csak szóba. Sajnálom, de nem tehetek róla. |

## Felvételek
- De szeretnék hajnalcsillag lenni. Tolnay Klári és a Stúdió 11  YouTube (1987. június 10.)  (Hozzáférés: 2016. március 31.) (audió)
- Hajnalcsillag. Ovitévé  YouTube (2012. szeptember 18.)  (Hozzáférés: 2016. március 31.) (audió és szöveg)
- De szeretnék hajnalcsillag lenni. YouTube (2012. február 20.)  (Hozzáférés: 2016. március 31.) (videó)
- De szeretnék hajnalcsillag lenni, Én vagyok a falu rossza egyedül. Royal Team  YouTube (2014. szeptember 14.)  (Hozzáférés: 2016. március 31.) (audió) 1:23-ig.